# クレイジー・ヘア・デー
クレイジー・ヘア・デー（クレイジーヘアデー）、またはクレイジー・ヘア・デイ（英: Crazy Hair Day）は、米国などで個性・創造性の育成や多様性理解のために学校で開催される行事である。
クレイジー・ヘア・デーの日には各自趣向を凝らした奇抜な髪型で登校する。なお強制ではなく任意参加である。

## 派手髪の日
クレイジー・ヘア・デーを念頭に4月30日を「派手髪の日」とすることが株式会社EMAJINYにより申請され、日本記念日協会により登録された。